# 낙산사역
낙산사역(洛山寺驛)은 강원특별자치도 양양군 강현면에 위치하였던 동해북부선의 철도역이었다. 인근에 낙산사가 위치해 이 역명을 사용하게 되었다.

## 연혁
- 1937년 12월 1일 : 보통역으로 영업 개시
- 1967년 1월 1일 : 폐역